# アゾフ
アゾフ（ロシア語: Азов, ラテン文字転写: Azov ロシア語発音: [ɐˈzof] アゾーフ）はロシア連邦南部・ロストフ州の都市。人口は8万1924人（2021年時点）。ドン川沿いにあり、アゾフ海までは約6キロメートルと近い。

## 歴史
紀元前1千年紀にはスキタイ文化の勢力圏に入っていた。紀元前3世紀ごろ、ボスポロス王国からきたギリシャ人は、ドン川の河口が交易上の重要な土地であったため、ここに殖民都市タナイス（古代ギリシア語: Τάναϊς,「川」の意） をつくった。数世紀後にミトリダテス戦争が起こり、紀元前63年にボスポロス王国はローマ帝国の宗主下に入り、ボスポロス王国のポレモ1世（在位：紀元前14年 - 紀元前8年）によって居住地は焼かれた。その後、ギリシア人の入植者たちは再建に成功したが、西暦3世紀にゴート人によって滅ぼされた（なお、タナイス〈現在のNedvigovka村近辺〉は、19世紀中ごろから発掘が進められている）。
5世紀ごろ、フンの王デンキジック宗主下のAkatziroi国の王Karadachが居住し始めた。6世紀ごろ、東ローマ帝国と、突厥宗主下のハザールが進出し、東ローマ・サーサーン戦争、第三次ペルソ・テュルク戦争を行なった。7世紀の中ごろ、西突厥が衰退してハザール・カガン国が独立し、アラブ・ハザール戦争（642年 - 799年）を行なった。
10世紀にハザール・カガン国が衰退し、この地域はスラヴ人のトムタラカン公国（Tmutarakan）領になる。
1067年には、キプチャクがこの地域を支配し、地名をアザク（Azak「低地」の意）に変える。現在のアゾフの地名はこの名称に由来する。13世紀から14世紀にかけてはジョチ・ウルスがこの地を支配したが、ヴェネツィアとジェノヴァの商人たちは許可を得て、ターナという植民都市（現代のアゾフに位置する）をつくり、そこに定住した。

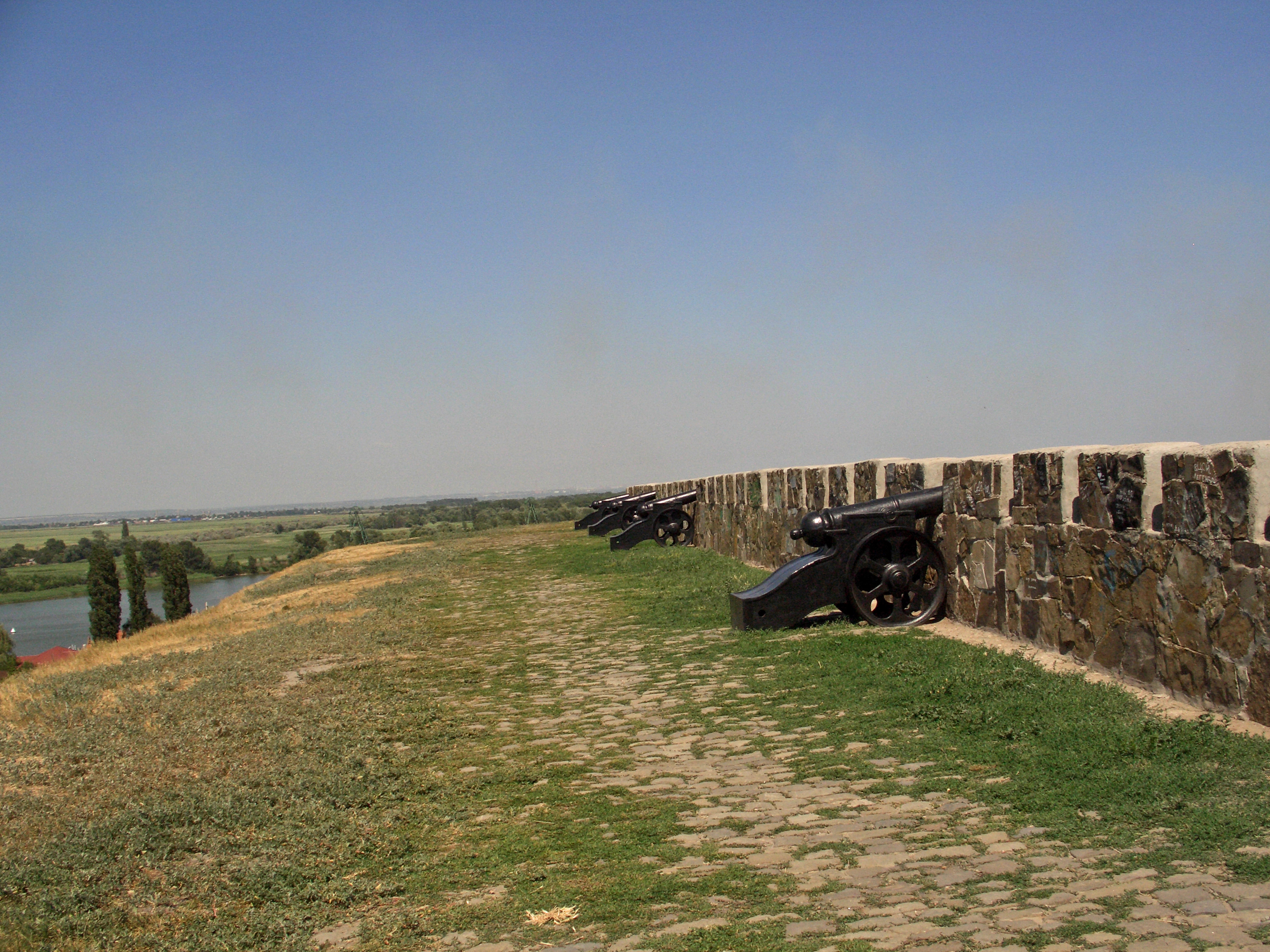
アゾフの要塞

1471年にオスマン帝国の侵攻によりターナ（アゾフ）は占領され、テュルク人はアゾフに要塞を建造した。1637年の夏、ドン・コサックは4,000人の兵士と200の大砲を用いて、要塞を攻め占領した。ドン・コサックは5年間そこを保持していたが、1641年、夏より強大なオスマン軍が要塞を包囲、オスマン軍は要塞を陥落させることができず、翌1642年に撤退した。オスマン軍の撤退後、トルコとの全面戦争を危惧するロシア・ツァーリのミハイル・ロマノフは全国会議（ゼムスキー・ソボル）を召集し、要塞をトルコに引き渡すことを決定した。ドン・コサックは、要塞の防御設備を破壊した後に退去した。
その後、クリミア・ハン国に打撃を与えるために、ミハイル・ロマノフの孫でツァーリのピョートル1世（大帝）が大トルコ戦争に乗じてアゾフの再占領を開始した（アゾフ遠征）。1695年の攻撃は失敗したものの、1696年に要塞を再占領した。しかし、大北方戦争最中の1711年にピョートル1世はプルート川の戦いでオスマン軍に包囲され、解囲の交渉の際にアゾフ要塞のトルコへの返還に同意した（プルト条約）。
第一次露土戦争におけるロシア帝国の勝利により、キュチュク・カイナルジャ条約（クチュク・カイナルジ条約）が結ばれ、アゾフはロシア領となった。